# 安平镇 (安仁县)
安平镇，是中华人民共和国湖南省郴州市安仁县下辖的一个乡镇级行政单位。

## 行政区划
安平镇下辖以下地区：
安平社区、上街社区、三南社区、枧平村、药湖村、夹口村、青岭村、塘田村、坊岭村、石池村、石基头村、张古村、樟桥村、沿滩村、石门村、旱半村和安子坪村。